# Bronzehai
Der Bronze- oder Kupferhai (Carcharhinus brachyurus) gehört zur Familie der Requiemhaie (Carcharhinidae).

## Körperbau
Bronzehaie sind bis zu 2,90 m große, schlanke Haie. Im Durchschnitt besitzen sie jedoch eine Größe von 2,20 m bis 2,50 m. Die Färbung ist auf dem Rücken bronze bis olive-grau, der Bauch weißlich. Die Flossenränder des Haies können eine dunklere Färbung aufweisen und besitzen dunkle Spitzen.

## Verbreitung

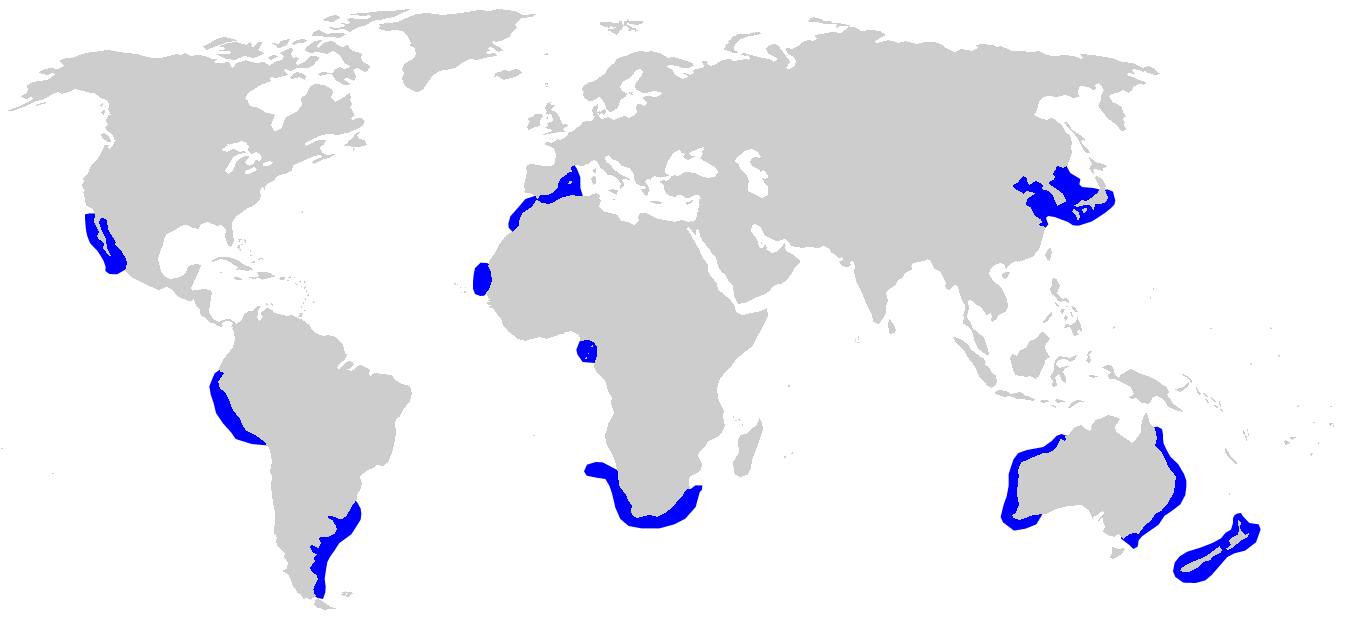
Verbreitungsgebiete des Bronzehais

Die Verbreitung reicht im westlichen Atlantik vom Golf von Mexiko über Brasilien bis Argentinien und im östlichen Atlantik von den Kanarischen Inseln bis Südafrika. Auch im Mittelmeer ist er anzutreffen. Im westlichen Pazifik lebt er von Japan über China bis nach Australien und Neuseeland, im östlichen Pazifik von Südkalifornien bis nach Peru.

## Fortpflanzung
Die Bronzehaie sind lebendgebärend mit 13 bis 20 Nachkommen pro Wurf. Die Geschlechtsreife wird mit etwa fünf Jahren erreicht, das maximale Lebensalter beträgt etwa zwölf Jahre.

## Nahrung
Er jagt oft in küstennahen Gebieten. Die Nahrung besteht vorwiegend aus Fischen – auch kleineren Haie und Rochen – und Tintenfischartigen.

## Beziehung zum Menschen
Der Bronzehai gilt als leicht reizbar, jedoch sind Unfälle, bei denen Menschen von Haien dieser Art verletzt werden, sehr selten. Es liegen keine Berichte von tödlichen Begegnungen mit Menschen vor, bei denen der Hai mit Sicherheit als Bronzehai identifiziert werden konnte. Der Bronzehai (bronze whaler) wird verdächtigt, für einen tödlichen Angriff auf einen Surfer in Bunkers Bay, Australien, am 4. September 2011 verantwortlich zu sein. Des Weiteren gibt es Vermutungen, es handelte sich bei dem tödlichen Angriff auf die australische Schwimmerin Christine Armstrong (63) am 3. April 2014 nahe Tathra, New South Wales, um einen Bronzehai, obwohl hierfür keine handfesten Beweise existieren.